# Accidente del helicóptero de C5N
El siniestro del helicóptero de C5N fue un accidente aéreo ocurrido el 18 de junio de 2010 cuando pasadas las 9:00 a.m. El aparato modelo Bo 105 matrícula LV-WJX operado por el canal de noticias C5N se desplomó en un barrio residencial de la localidad de Villa Martelli, Argentina, provocando la muerte de su piloto y un camarógrafo que se encontraba a bordo.
C5N se hizo popularmente conocido en sus comienzos por contar con un helicóptero propio permitiéndoles realizar coberturas aéreas mientras que sus competidores reportaban desde tierra.

## Últimas coberturas
La Autopista Panamericana congestionada por el caos vehicular y el Regreso de Gustavo Cerati a Argentina fueron los últimos sucesos cubiertos por el helicóptero antes del accidente. Marcos Stupenengo fue el último periodista del canal en reportar desde la aeronave.

## Accidente
El accidente ocurrió pasados pocos minutos de las 9 de la mañana cuando el helicóptero MBB Bo 105 matrícula LV-WJX regresaba hacia el Aeropuerto Internacional de San Fernando luego de realizar una cobertura aérea sobre un accidente de tránsito.
La aeronave se precipitó a tierra sobre el frente de una vivienda en las intersecciones de Bernardo de Irigoyen y Güemes, en Villa Martelli, partido de Vicente López y posterior al impacto se incendió.
Como consecuencia fallecieron el piloto Enrique Miguel Vila de 51 años, y el camarógrafo Fernando González de 25 años.

## Causa
Las causas fueron investigadas por la Junta de Investigaciones de Accidentes de Aviación Civil (JIAAC), que publicó su informe final en 2013. El accidente fue atribuido a una pérdida total de potencia del rotor principal, producida "por el colapso catastrófico de la rueda dentada del engranaje solar, perteneciente a la caja de transmisión principal", que a su vez fue causada por una falla del sistema de lubricación. Un sensor de partículas metálicas en el aceite de la caja de transmisión, que era recomendado por el fabricante desde 1979 pero no obligatorio ni instalado en este helicóptero, hubiera podido prevenir el accidente.

## Reacciones
Los principales diarios y canales de noticias se hicieron eco del accidente a los pocos minutos de ocurrido. C5N pasadas unas pocas horas emitió un comunicado oficial donde confirmaba lo ocurrido.